# Lenguas para-mongólicas
El para-mongólico es una división filogenética propuesta que incluye lenguas que se consideran una rama hermana extinta de las lenguas mongólicas. El para-mongólico contiene ciertas lenguas extintas históricamente atestiguadas, entre ellas el khitán y el tuyuhun.

## Lenguas del grupo

Una representación gráfica basada en la línea de tiempo de las lenguas mongólica y para-mongólica

Las lenguas de los xiongnu, los donghu y los wuhuan podrían ser lenguas para-mongólicas, como y también la lengua de los xianbei o el tuoba (los fundadores de la dinastía Wei del Norte) y el khitán. Debido a que la evidencia sobreviviente de los xianbei y tuoba es muy escasa, solo se puede plantear la hipótesis de que una relación genética "podría" ser posible. En el caso del khitán, hay abundantes pruebas, pero la mayor parte de ellas están escritas en las dos escrituras khitán (grande y pequeña) que aún no se han descifrado completamente. Sin embargo, a partir de la evidencia disponible se ha llegado a la conclusión de que una relación genética con el mongólico es probable. 

### Tuoba
Alexander Vovin (2007) identifica la extinta lengua tuoba (tabγač) como una lengua mongólica. Sin embargo, Chen (2005)  argumenta que el tuoba sería una lengua túrquica.
Shimunek clasifica el tuoba como una lengua "serbi" (es decir, para-mongólica), junto con el tuyuhun y el khitán. 

### Rouran
Alexander Vovin (2018) sugiere que el idioma rouran del Khaganato de Rouran era una lengua mongólica, cercana pero no idéntica al mongol medio. 

#### Ávaro panónico
Shimunek (2017) propone que el núcleo de élite de los ávaros hablaba una "lengua para-mongólica" del grupo "serbi-awar", es decir, una rama hermana de las lenguas mongólicas. Juntas, las lenguas serbi-awar y mongólicas formarían un posible grupo filogenético serbi-mongólico.

### Khitán
Juha Janhunen (2006) clasificó al khitán en la familia "para-mongólica", lo que significa que estaría relacionado con las lenguas mongólicas, como un grupo hermano, en lugar de como un descendiente directo del proto-mongólico. Alexander Vovin (2017) también ha identificado varias posibles palabras prestadas de lenguas coreánicas al idioma khitán.

### Tuyuhun
A. Vovin (2015) identificó la extinta lengua tuyuhun como una lengua para-mongólica.

## Clasificación interna
Shimunek (2017) propone un grupo de lenguas "serbi-awar" que es una rama hermana de las lenguas mongólicas. Juntas, las lenguas serbi-awar y las mongólicas forman la familia serbi-mongólica en la clasificación de Shimunek.
- Serbi-mongólico
  - Mongólico
  - Serbi-Awar (= "Para-mongólico" de Juha Janhunen)
    - Awar (Avar) (Wuhuan 烏桓 o Wuwan 烏丸)
    - Serbi Antiguo (Serbi Común)
    - Ch'i-fu/Qifu 乞伏 (norte de chino medio temprano septentrional (ChMTS): *khɨrbuwk)
    - Tuan/Duan段 (ChMTS *dɔr̃)
    - Taghbach
    - Tuyuhun/T'u-yu-hun (Mu-jung/Murong)

  - Khitánico (Yü-wen/Yuwen 宇文)
    - Antiguo Khitán
    - Qay 奚 (ChMTS *ɣay)
    - Shirwi (propiamente dico) 室韋 (*širwi/*širβi < *serbi 鮮卑 ')